# Ninja Kids
Ne doit pas être confondu avec Ninja Kid ou Ninja Kids!!!.
Série Trois ninjas
Les trois ninjas contre-attaquent
(1994)
Pour plus de détails, voir Fiche technique et Distribution.
Ninja Kids ou 3 Ninjas au Quebec (3 Ninjas) est un film américain réalisé par Jon Turteltaub, sorti en 1992. Il s'agit du premier film de la franchise des Trois ninjas qui en comptera quatre.

## Synopsis
Samuel, Jeffrey et Michael sont trois jeunes enfants qui passent la plupart de leur vacances chez leur grand-père Mori Tanaka, un expert en art martiaux qui leur a enseigné tous les rudiments du ninjutsu. Un jour, Snyder, qui était autrefois l'associé de Mori, demande à ce dernier d'intervenir auprès de son gendre Samuel Douglas, père des trois garçons et agent du FBI, afin qu'il le laisse tranquille car depuis la rupture de leur partenariat, Snyder est devenu un dangereux trafiquant d'armes.
N'ayant aucune confiance en Mori, soupçonnant ce dernier de ne rien faire, Snyder prend l'initiative de faire enlever les trois enfants par le biais de trois loubards qui vont vite comprendre que même des enfants peuvent faire face à des adultes quand ils connaissent les arts martiaux.

## Fiche technique
Sauf indication contraire, les informations mentionnées dans cette section peuvent être confirmées par les bases de données cinématographiques IMDb et Allociné,  présentes dans la section « Liens externes ».
- Titre original et québécois : 3 Ninjas[1]
- Titre français : Ninja Kids
- Réalisation : Jon Turteltaub
- Scénario : Edward Emanuel, d'après une histoire de Kenny Kim
- Musique : Richard Marvin
- Directeur artistique : Greg J. Grande, Ken Kirchner
- Décors : Kirk M. Petruccelli
- Costumes : Mona May
- Photographie : Richard Michalak
- Son : Rick Ash, Wayne Nakatsu, Mark A. Rozett, Dave Yamamoto, Dean A. Zupancic
- Montage : David Rennie
- Production : Martha W. Chang et Yuriko Matsubara (non créditée)
  - Production exécutive : Susan Stremple
  - Production déléguée : Shunji Hirano
  - Production associée : Woo-sang Park
  - Coproduction : Hiroshi Kusu et Akio Shimizu
  - Coproduction déléguée : James Kang
- Sociétés de production : Global Film Enterprises, en association avec Global Venture Hollywood et Sheen Productions, présenté par Touchstone Pictures
- Sociétés de distribution : Buena Vista Pictures Distribution (États-Unis) ; UGC Distribution (France)
- Budget : 6,5 millions de $ (estimation)[2]
- Pays de production :  États-Unis
- Langue originale : anglais
- Format : couleur (Technicolor) — 35 mm — 1,85:1 — son Ultra Stéréo / Dolby
- Genre : action, aventure, comédie, arts martiaux
- Durée : 84 minutes
- Dates de sortie[3] :
  - États-Unis, Québec : 7 août 1992[1]
  - France : 2 juin 1993[4]
- Classification :
  - États-Unis : certaines scènes ou propos sont susceptibles de heurter la sensibilité des plus jeunes - accord parental souhaitable (PG - Parental Guidance Suggested)[N 1]
  - France : tous publics(conseillé à partir de 8 ans)[4],[5]
  - Québec : tous publics (G - General Rating)[1]

## Distribution
- Victor Wong : Mori Tanaka
- Michael Treanor : Samuel « Rocky » Douglas Jr.
- Max Elliott Slade (VF : Christophe Lemoine) : Jeffrey « Mustang » Douglas (Colt en VO)
- Chad Power (VF : Dimitri Rougeul) : Michael « Ramdam » Douglas (Tum Tum en VO)
- Rand Kingsley (VF : Jean Barney) : Hugo Snyder
- Alan McRae (VF : Georges Caudron) : Samuel Douglas Sr.
- Margarita Franco (VF :Yumi Fujimori) : Jessica Douglas
- Kate Sargeant : Emily
- Joel Swetow (VF : Éric Legrand) : Brown
- Professor Tanaka (en) : Rushmore
- Patrick Labyorteaux (VF : Daniel Russo) : Felicien alias « Face-de-Rat » (Fester en VO)
- Race Nelson : Yeti, le premier comparse de Face-de-Rat
- D.J. Harder : Hammer, le second comparse de Face-de-Rat
- Clifton Powell (VF : Pascal Nzonzi) : l'agent fédéral Kurl

## Production
Le tournage a lieu en Californie, notamment à Oak Park, à San Pedro et dans le Topanga Canyon.

## Nomination
- Young Artist Awards 1993 : meilleur ensemble de jeunes acteurs dans un film pour Chad Power, Max Elliott Slade et Michael Treanor

## Autour du film
- La version américaine du film compte moins de scènes, en raison de la limite d'âge américaine autorisée pour ce film.
- Le personnage de Mustang se prénommait à l'origine Pony[8].
- Dans le film, on peut voir que les 3 garçons jouent à Super Mario Bros. 3 (1988). Plus tard dans le film, on aperçoit d'ailleurs le boîtier du jeu dans leur chambre.
- C'est le seul film de la saga produit par Touchstone Pictures, filiale de The Walt Disney Company.

## SagaTrois ninjas
Victor Wong est le seul acteur à apparaître dans les 4 films de la saga. Le 4e film, sorti en 1998, sera d'ailleurs son tout dernier film puisqu'il décédera en 2001. Alan McRae, qui joue le père des trois garçons, apparaîtra dans tous les autres films, excepté Les 3 ninjas se révoltent.